# الدريز
قرية الدريز هي قرية تقع في ولاية عبري وتعتبر من أكبر قرى ولاية عبري وأجملها وتتكون من عدة أماكن أشهرها : حي الحزم . عالي . سافل . الخطو . المقسومة . الطويان . الشحشاح وتوجد فيها أربع مدارس حكومية هي : مدرسة محمد بن سليمان الغافري الصفوف 5 ـ 10 ومدرسة سودة أم المؤمنين الصفوف 5 ـ 12 ومدرستا الدريز وشموع المعرفة وكلاهما صفوف 1ـ 4، يعد فلج الدريز بولاية عبري واحدًا من الأفلاج المشهورة بغزارة مياهه في محافظة الظاهرة، إذ تمتد قنوات مياهه لمساحات شاسعة من الأراضي والمزارع بالبلدة، وكان قديمًا يروي المساحات الزراعية حتى بلدة الطيب بولاية عبري، ويقوم الأهالي بزراعة القمح والشعير، وتنساب مياهه الرقراقة على سواقيه لتنشر الخصب والنماء في ضواحي وبساتين البلدة، وترسم لوحات من الجمال يكسوها اللون الاخضر.